# Rotary Club RJ Tijuca

Fundado em 15 de dezembro de 1949 com registro em RI Rotary International sob o nº 8307, é detentor do Prêmio Paul Percy Harris em concurso internacional pelo melhor projeto de prestação de serviços (1964-66) "Salas Oficinas".

A reunião inaugural desse Clube de serviço aconteceu na Confeitaria Tijuca com a presença do casal Presidente de RI Percy e Rhut Hodgson , do subsecretário do RI para a América Latina, Juan Rogers, e dos Governadores de Distrito do RI Genebaldo Rosas, Arnaldo Cuneo e Roosevelt Ribeiro e de 109 lideranças.

## Fundadores
Presidido pelo Companheiro Paulo da Cunha Rabello, o 202º Clube a se filiar ao Rotary International tinha como Vice-Presidente - Felinto de Bastos Coimbra, como Secretário - Plinio de Brito, como Tesoureiro - Humberto Garcia Braga, como Protocolo - Olympio Gaspar Silveira Martins Leão, e 2 Diretores sem pasta - Hastimphilo Barbosa Netto e Orlando de Freitas Vaz,  que, juntamente 20 outros rotarianos - Alberto Lewis Dexheimer, Álvaro Gonçalves de Magalhães, Arthur Donato, Arthur Pereira Studart, Carlos da Costa Guimarães, Carlos Guilherme Studart, Charles Ronald Henshaw, David Teichholz, Divo Esperidião Habib, Eugênio Severiano de Magalhães Castro,  Francisco Gallo, Fred L. Anderson, Heitor Pereira Carrilho, Henrique de Moura Costa, Levy Gasparian, Marino Gomes Ferreira, Murillo Rodrigues Campello, Pedro Ramos Nogueira,  Reginald J. Haynes e Rodrigo Monteiro Braz, completava do total de 27 fundadores.

## Governadores de Distrito associados ao Rotary Tijuca
Rotary International é uma organização mundial administrada por um Presidente e Diretores Regionais, a que os Rotary Clubs locais, dirigidos por um Presidente e um Conselho Diretor, se filiam. Os Rotary Clubs são agrupados por Distritos regionais, que são dirigidos por um Governador que é eleito dentre os companheiros associados aos Clubes de cada Distrito. 
Ao longo de sua história, o Rotary Club Rio de Janeiro - Tijuca teve, por 6 períodos distintos (1968-1969; 1975-1976; 1991-1992; 2001-2002; e 2016-2017), Companheiros de seus quadros ocupando a função de Governadores de Distrito. Foram eles, respectivamente: Marino Gomes Ferreira, médico, Distrito 457, lema: "Só o Amor Constrói"; João Augusto da Fonseca Regalla, médico, Distrito 457, lema: "Conhecendo Melhor e Praticando Mais Rotary"; Bemvindo Augusto Dias, advogado e empresário do ramo de seguros,  Distrito 4540, lema: "Olhe Mais Além de Si Mesmo"; Joper Padrão do Espirito Santo, economista, contador e executivo, Distrito 4570, lema: "A Humanidade é a Nossa Missão"; e Guilherme dos Santos Barbosa, engenheiro, empresário, Distrito 4570, lema: "Rotary a Serviço da Humanidade".

## Limites territoriais
O Rotary Club Rio de Janeiro - Tijuca tem os seus limites territoriais (área geográfica em que os Rotarianos dedicam sua ação local) definidos a partir do topo do Morro do Corcovado, a partir de onde é traçada uma linha imaginária no sentido das ruas Joaquim Pizzaro e Barão de Itapagipe até chegar à Praça da Bandeira (Rio de Janeiro). Dalí, pela linha férrea até o Viaduto da Mangueira (bairro do Rio de Janeiro); adiante, a linha imaginária prossegue pelas ruas Acaú, Barão de Bom Retiro, e Visconde de Santa Isabel até o seu final. Em seguida a linha reta sobe até o pico do Bico do Papagaio, no alto do Parque Nacional da Floresta da Tijuca; dali, até a interseção da Estrada de Furnas com a Rua Boa Vista até chegar à Vista Chinesa, até encontrar o seu ponto de partida, o Cristo Redentor.

## Monumentos Públicos
É comum aos clubes de serviços em todo o Mundo registrarem sua presença na comunidade por meio da instalação de monumentos em logradouros públicos. Nas estradas, pórticos de entradas de Cidades, em praças públicas, ruas e avenidas, a participação de voluntários em favor do bem comum é perenizada pela denominação dos logradouros ou pela inauguração de monumentos de acordo com as características urbanísticas, culturais e sociais de cada espaço.
Na Tijuca, existem três monumentos simbolizando a atuação ininterrupta de Rotarianos neste bairro desde 1949. 
O primeiro deles, inaugurado em setembro de 1972, na gestão do Presidente Augusto Fernandes dos Reis, em celebração ao sesquicentenário da Independência do Brasil e o Cinquentenário do Rotary no Brasil. Um bloco de granito da Tijuca, com uma placa de bronze alusiva às efemérides, está situado na Praça Rotary, hoje denominada Praça Marino Gomes Ferreira - Governador 1968-69 do Rotary International, na confluência da Av Edson Passos com a Rua Marechal Józef Piłsudski, na Usina, acesso à Floresta da Tijuca. Na placa de bronze encontram-se inscritas "À Guanabara - Neste granito da Tijuca, no ano do sesquicentenário da Independência, e do cinquentenário do Rotary no Brasil, o Rotary Club RJ Tijuca, setembro de 1972".
Quatorze anos depois, outubro de 1986, o médico oftamologista e oficial da reserva da Marinha do Brasil, então presidente do Rotary Club RJ Tijuca Cláudio Humberto Savastano Ramalho, ergueu o projeto do Companheiro José Siqueira, localizado na Praça Carlos Paolera, na confluência da Rua São Francisco Xavier com Avenida Heitor Beltrão, em frente à histórica Igreja de São Francisco Xavier. Neste, a placa recpciona os visitantes ao bairro com a inscrição "Bem Vindo à Tijuca, Rotary Clube RJ Tijuca, D 457, X 1986".
Um terceiro monumento em granito encontra-se instalado nos jardins do Tijuca Tênis Clube, na esquina da Rua Conde de Bonfim com rua Abelardo Chacrinha Barbosa.

## Projetos Humanitários
Fruto do projeto reconhecido internacionalmente, pela iniciativa do empresário da indústria de bombas e motores - a Bombas Dancor e Companheiro do Rotary Club Rio de Janeiro - Tijuca, foi criada a Fundação Rotária de Educação para o Trabalho - FRET, entidade que em 2008 teve a sua indicação aprovada pelo CEFET-RJ Centro Federal de Educação Tecnológica Celso Suckow da Fonseca para apoiar e viabilizar ações referentes ao projeto EELA. 
O Rotary Club Rio de Janeiro - Tijuca desenvolve projetos humanitários de grande importância para a comunidade local e mundial. Reconhece o papel de lideranças em seus segmentos de atividades como forma de estimular a ética no exercício de profissões. A oferta de bolsas para jovens profissionais participarem do Intercâmbio de Grupos de Estudos - IGE, com visitas técnicas a um país no estrangeiro, para aperfeiçoamento profissional, é um dos exemplos. 
Também é tradição apoiar entidades da comunidade reconhecidas pela sua função social, como é o caso da Casa Ronald McDonald do Rio de Janeiro  em que o Rotary Tijuca se descaca como parceiro no patrocínio de campanhas em favor das crianças residentes na "Casa Que o Amor Construiu" durante o tempo do tratamento de câncer.
O Rotary da Tijuca costuma participar ativamente de situações de catástrofes, como aconteceu em 2009 em apoio à vítimas das enchentes em Santa Catarina, e em 2010, no Morro do Bumba, em Niterói, quando em parceria com o Exército de Salvação, supriu durante 13 dias consecutivos e diuturnamente as equipes de resgate às vítimas dos deslizamentos de terra ocorridos no Morro do Bumba em Niterói, RJ. 

## Participação na Comunidade Tijucana
O Rotary da Tijuca apoia a Operação Tijuca Presente, exitoso projeto de segurança pública do Governo do Estado do Rio de Janeiro, desde sua implantação. 

## Rotary Clubs Afilhados
Ao longo de suas mais de 6 décadas de serviços prestados à comunidade, dentre os importantes projetos desenvolvidos está a determinação de criar novos Rotary Clubs. O primeiro deles surgiu em 1960, o Rotary Club RJ Méier, sendo responsável pela fundação o Companheiro Daniel Corrêa da Silva. Dois anos depois, em 1962, é fundado o Rotary de Madureira, sob a condução do Companheiro Augusto Fernandes Reis. Em 1990 é a vez do Companheiro Moysés Soares Mendonça empreender a criação do Rotary Club RJ Grajaú; em 1996, o Companheiro Floriano de França Pinto Ferreira representa o Governador para a fundação do Rotary Club RJ Vila Isabel, e em 2002 o Rotary Club RJ Maracanã, sendo representante do Governador o Companheiro Sebastião Porto.